# 李根政
李根政（1968年9月1日—），福建金門人，臺灣省立新竹師範學院美術系畢業，曾是高雄市左營區永清國民小學教師，歷經教育、環境刊物總編輯及非營利組織職務等，長期撰寫專文與著書關注生態環境議題。曾參與台灣綠黨，為前台灣綠黨共同召集人兼中央執行委員（第17－18屆）。
目前，李根政關心臺灣社會運動，現任地球公民基金會董事長。

## 重要事蹟
2008年3月3日，公視新聞大改版，每天19點整至20點整首播談話性節目《有話好說》，陳信聰擔任製作人，分為每週一至週五首播的〈時事論壇〉、每週六首播的〈NGO觀點〉與每週日首播的〈南部開講〉，三大區塊分別由人本教育文教基金會董事長史英、勵馨社會福利事業基金會執行長紀惠容、地球公民協會執行長李根政擔任第一代主持人。
2014年3月18日，太陽花學運爆發，身為台灣綠黨共同召集人的李根政也為其中積極參與者之一，並在此場學運最高潮330反服貿遊行中擔任主持人。
2014年12月8日，李根政說，2014年九合一選舉民主進步黨的勝選並非公民社會真正的勝利：民進黨在公共政策上與中國國民黨一致性非常高，而且常常與公民社會的價值和主張對立；與其相信民進黨，不如改變現行兩黨獨大的政治板塊，支持一個真正進步的第三政黨，「在兩大黨不過半的國會中，利用關鍵少數，扮演好的槓桿，引導二黨不得不向真正進步的價值靠攏」。
2015年8月25日，台灣綠黨召開記者會宣布該黨在2016年中華民國立法委員選舉的全國不分區立法委員名單，該黨總共排了4名：該黨召集人李根政、環境律師詹順貴、台灣伴侶權益推動聯盟執行長許秀雯及中華電信工會秘書長張麗芬。
2016年1月16日，2016年立委選舉結果，綠黨社會民主黨聯盟全軍覆沒；同日晚間，李根政在綠社盟記者會表示，綠社盟確實得票不如預期，但不會停止參政，會強力監督蔡英文政府的施政，「就像2000年到2008年，我們監督民進黨的力道也沒有鬆懈過……現在喊『國民黨不倒、台灣不會好』的人，很多人沒經歷過民進黨執政期間；我們跟他們（民進黨）近身肉搏了八年，（瞭解）民進黨財團化的問題非常嚴重，不會樂觀地以為蔡英文執政就可解決問題」，「一個擁有絕大多數人民支持、且台灣人民不忍心罵的政權，才是最可怕的」。
2019年11月18日，針對地球公民基金會遭民主進步黨支持者網路霸凌一事，李根政發文警告，希望蔡英文或民進黨支持者不要以國民黨為比較對象，「那是讓台灣陷入比爛的惡性循環」；如果台派選民對民進黨的要求太低，「繼續寵壞民進黨的結果，最終將會害死台灣」；期許台派選民，在「掃除傾中政黨和候選人」時，也要有不被民進黨情緒勒索的獨立意志。
2023年2月1日，李根政將地球公民基金會執行長一職交棒給副執行長蔡中岳，僅擔任該會董事長。

## 爭議
- 對於興建第三座天然氣接收站投資計畫（簡稱三接）案，原先李根政與地球公民基金會支持保護藻礁。2021年11月，李根政與地球公民基金會於2021年中華民國全國性公民投票前對三接遷離大潭藻礁海岸與海域公投案改表示不同意。[5][6]
- 2023年6月，地球公民基金會執行長蔡中岳被爆涉及性騷擾案，被爆料者指稱李根政任執行長時包庇蔡中岳[7]。

## 榮譽
- 2004年獲選為天下雜誌陽光世代「共生世界守護者」代表人物。
- 2008年獲選為中央通訊社「台灣十大潛力人物」社運環保類得獎人。

## 外部連結
- 李根政的Facebook專頁
- 投入政治參與 凝聚更大力量 （页面存档备份，存于）
- 地球公民基金會 （页面存档备份，存于）
- 錯誤組改危害國土（楊國禎、李根政） （页面存档备份，存于）